# Abel Wirström
Samuel Abel Wirström, född 27 juli 1887 i Stockholm, död där 11 maj 1970, var en svensk målare, tecknare, grafiker och teckningslärare.
Han var son till målarmästaren JW Wirström och Wilhelmina Wikman och från 1922 gift med Ingeborg Johanna Eriksson samt morbror till konstnären Lars Wilhelm Friberg. Han utbildade sig till teckningslärare vid Tekniska skolans högre konstindustriella avdelning 1908–1911. Som elev till dekorationsmålaren Edvard August Bergh fick han delta i dennes arbete vid restaureringar av kyrkor och slott. Han studerade med vissa avbrott vid Kungliga konsthögskolan 1919–1925 där han även deltog i Axel Tallberg och Harald Sallbergs etsningskurs. Han tilldelades Konstakademiens hertliga medalj 1925. Han genomförde några kortare studieresor till Danmark, Tyskland och Norge innan han studerade vid Académie Colarossi i Paris 1921. Han medverkade i flera samlingsutställningar på Liljevalchs konsthall och några av Sveriges allmänna konstförenings Stockholmssalonger. Separat ställde han bland annat ut på Lidingö samt i Bornholm där han tillbringade några somrar.  Som teckningslärare tjänstgjorde han vid bland annat Tekniska skolan i Stockholm. Som stafflimålare utförde han porträtt, landskapsskildringar från Frankrike och Sverige utförda i olja samt teckningar för tidskrifter. Wirström är representerad med ett porträtt av Gustav V vid Frimurarordens lokal i Vänersborg,och ett rektorsporträtt vid Östermalms läroverk, Stockholms stadsmuseum och Lidingö kommun.  